# Orophea hirsuta
Orophea hirsuta är en kirimojaväxtart som beskrevs av George King. Orophea hirsuta ingår i släktet Orophea och familjen kirimojaväxter. Inga underarter finns listade i Catalogue of Life.